# James Best
James Best, właśc. Jewel Franklin Guy (ur. 26 lipca 1926 w Powderly, zm. 6 kwietnia 2015 w Hickory) – amerykański aktor telewizyjny i filmowy.

## Filmografia

### Filmy fabularne
- 1950: Winchester ’73 jako Crator
- 1951: Abbott i Costello spotykają niewidzialnego człowieka jako Tommy Nelson
- 1953: Seminole jako kpt. Gerard
- 1954: Bunt na okręcie jako pułkownik Jorgensen
- 1956: Zakazana planeta jako członek załogi
- 1958: Nadzy i martwi (The Dead ant the Naked) jako Rhidges
- 1965: Shenandoah jako Carter, buntownik
- 1968: Szeryf z Firecreek jako Drew
- 1972: Sounder jako szeryf Charlie Young
- 1976: Nickelodeon jako Jim
- 1978: Kaskaderzy (Hooper) jako Cully

### Seriale telewizyjne
- 1958: Alfred Hitchcock przedstawia jako Norman Frayne
- 1960: Alfred Hitchcock przedstawia jako Hennessy
- 1961: Strefa mroku jako Billy Ben Turner
- 1961: Alfred Hitchcock przedstawia jako Bish Darby
- 1961: Bonanza jako Carl Reagan
- 1962: Strefa mroku jako Jeff Myrtlebank
- 1963: Bonanza jako Page
- 1963: Strefa mroku jako Johnny Rob
- 1963: Perry Mason jako Allan Winford
- 1963: Gunsmoke jako Charlie Noon
- 1964: Spotkanie z Alfredem Hitchcockiem jako Tom Carmody
- 1964: Combat! jako Trenton
- 1964: Gunsmoke jako Beal
- 1966: Perry Mason jako Martin Potter
- 1968: Bonanza jako szeryf Vern Schaler
- 1969: Gunsmoke jako Dal Creed
- 1979–1985: Diukowie Hazzardu (The Dukes of Hazzard) jako szeryf Rosco Purvis Coltrane
- 1983: Diukowie (The Dukes) jako szeryf Rosco P. Coltrane (głos)
- 1983: Diukowie Hazzardu (The Dukes of Hazzard) jako Woody